# 葵いぶき
葵 いぶき（あおい いぶき、2001年〈平成13年〉5月18日 - ）は、日本のAV女優。アトラクティブ所属。

## 略歴
大学内のアイドルグループでライブ活動していたが、社会情勢により活動休止。何か他人に活力を与えることがしたいこと、地下アイドルよりAV女優のほうが知名度が高いという承認欲求からMOODYZ（ムーディーズ）専属女優としてAVデビュー。所属事務所はアトラクティブ。元々AVやエッチに興味があったわけではないので、デビュー以前にAV視聴の経験はなく、むしろ遠ざけていたと言う。
デビュー作は2020年7月15日週、FANZA動画フロア 週間AVランキング12位。同年7月度FANZA通販フロア月間AV女優ランキング10位。アサヒ芸能調べ（FANZA協力）2020年AV年間販売ランキングにおいてデビュー作が年間11位にランクイン。このように自身でもときめき、売り上げとしても記録的なデビュー作であったが、2作目以降の撮影はコロナ禍となり撮影、売り上げともに停滞。日々の進歩は感じられたが、不安面が大きくなり、1年間稼ぎきったら辞めようと企画単体になるために事務所移籍を申し出る。
2021年1月26日、所属事務所をバンビプロモーションに移し「翼あおい（つばさ あおい）」へ改名したことをツイッターで発表した。前述のように企画単体への転向を意識してのことだったが、メーカーの意向もあり専属契約が継続され、「これならば古巣に戻りたい」と、同年10月1日に再び「葵いぶき」として活動することを発表。所属事務所もアトラクティブに復帰した。この時のことを後年「リスタート」と呼び、「今度こそ売れたい」と思ったという。
2022年5月に発表されたアサヒ芸能「2022現役AV女優SEXY総選挙」で第50位。頑張っても結果が出ないとつまらなくなり、楽しくないと辞めたくなる性分に加え、2022年下半期に体調を崩したこともあり、家にこもって自炊生活を送る。2ヶ月ほど入院した際には自己免疫疾患を患い、活動を自粛するか悩んだという。
2023年3月にはfempassの企画内で下着ブランド「GEMINItale」のモデルを務めた。
2023年5月22日週、FANZAレンタルフロアランキングにて『担任教師の僕は生徒の誘惑に負けて放課後ラブホで何度も、何度も、セックスしてしまった…葵いぶき』が1位を記録。5月29日週でも1位を継続。6月12日週に2位に落ちるものの、同作品は同週の動画フロアランキングで急上昇し1位を獲得。葵は「自分の中で初めて大ヒットといえる売れた作品」と表現し、事務所スタッフにも「これ1位になってるんだけど」と自慢したという。
2023年6月度 FANZAレンタルフロア 月間AV女優ランキングにて1位を記録。続く7月度のFANZAレンタルフロアの月間AV女優ランキング2位。
2023年9月11日週FANZAレンタルフロアランキングにて、『ノーブラで誘惑してくる彼女のお姉さんに興奮して性欲モンスター化! コンドーム1箱使い切っても更にヤリまくった 葵いぶき』が1位を記録。FANZAレンタルフロア・2023年9月度月間AV女優ランキング2位。
2023年10月1日週、および10月9日週FANZAレンタルフロアランキングにて、『会社の飲みで終電過ぎて酔うとキス魔になる気さくな女上司の家に泊まったら… 無限ベロキス体位で25発中出し 葵いぶき』が2週連続で1位を記録。10月度月間女優ランキングでも1位となった。

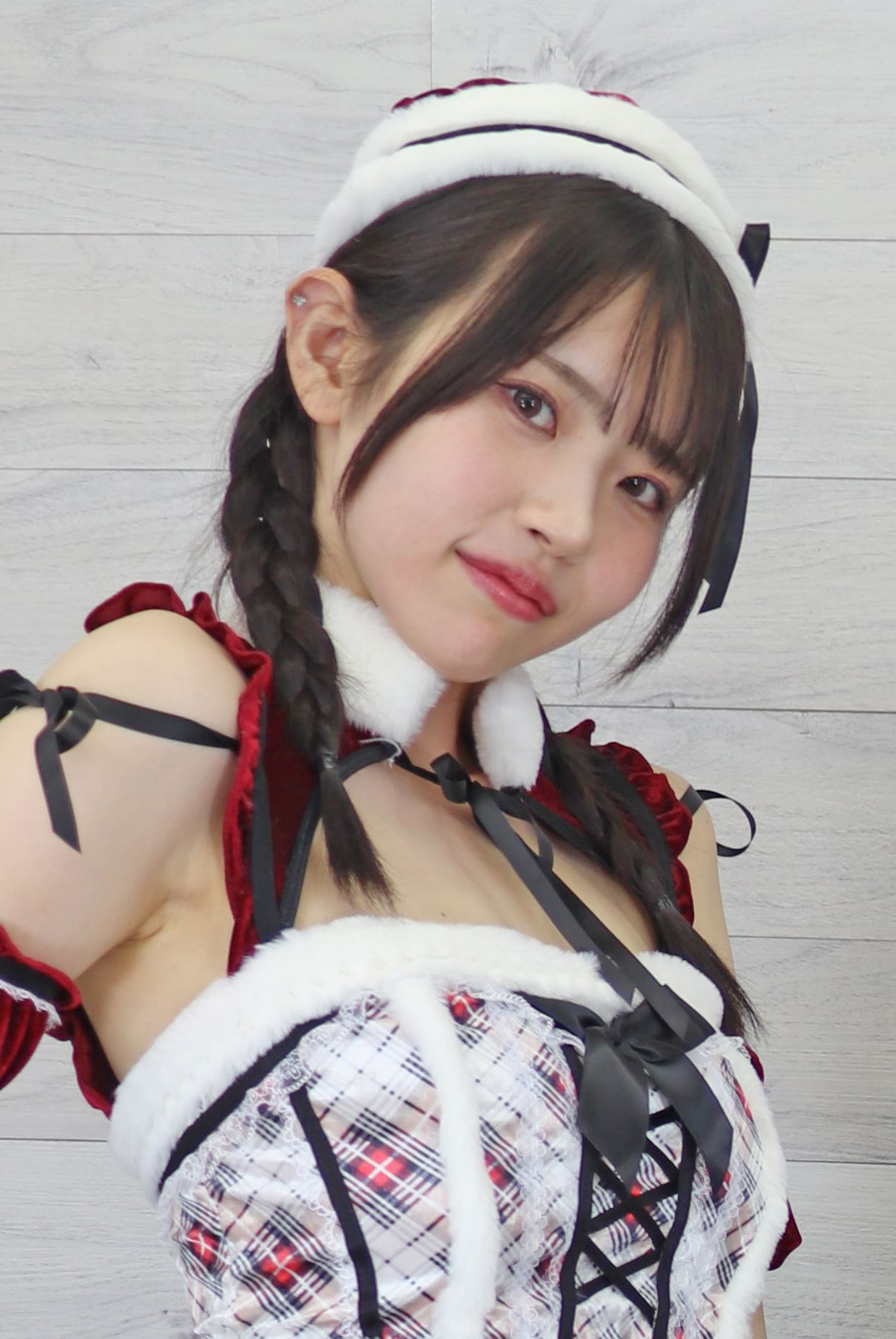
2023年12月撮影

2024年1月30日から2月4日まで、モデルとして参加したデジタル写真集シリーズ「Count Sheep」「#Escape」「#LadyMary」「とられち」の合同写真展『360° -フィクションとリアル-』を東京・渋谷ルデコにて開催。また開催前日に行われた同写真展のレセプションに、河北彩花、石原希望、うんぱい、miru、古川ほのか、未歩なな、桃園怜奈と共に出席した。
2024年2月12週FANZA通販フロアランキングにおいて、出演した『MOODYZファン感謝祭 バコバコバスツアー2024 AV男優発掘＆育成スペシャル!! AV男優を目指す素人16名とAV女優16名の1泊2日大乱交ツアー!』が初登場1位となった。
2024年5月13日週FANZA動画フロアランキングにて『ノーブラで誘惑してくる彼女のお姉さんに興奮して性欲モンスター化! コンドーム1箱使い切っても更にヤリまくった 葵いぶき』が初登場1位を記録。同年8月26日週FANZA動画フロアランキングにて、『オタクに優しいイケイケGALとまさかの化学反応… 汗と精液の匂いに包まれた青春セックス劇 石原希望 葵いぶき』が3位にランクイン。
2024年10月25日の『舞台版 月ともぐら』にて、石原希望とともに『Mi LUNA from お月ちゃんのうた』の新メンバーとして加入することが発表された。
2024年11月18日週FANZA動画フロアランキングにて、同年5月発売の『隣に引っ越してきたギャルを助けた日から… ボク（オタク）にベタ惚れ巨乳ギャルと毎日10発 妊娠OK中出しヤリ放題! 葵いぶき』が3位に急浮上した。
2025年2月24日週FANZA動画フロアにて共演作『Go to セックストラベル! パコらなくちゃAV女優じゃないじゃん! ガチ親友2人のヤリまくり中出しおまん飛行☆in南国 葵いぶき 石原希望』が初登場6位。
同年3月2日、『Cosplay Fetish Book 葵いぶき』の発売記念イベントを東京・秋葉原の書泉ブックタワーで開催。
同年5月18日、自身の誕生日ツイキャスで視聴者から要望があり、配信終了後にTwitchアカウントを開設した。
同年7月7日週FANZA動画フロアランキングにて出演した『隣に引っ越してきたギャルを助けた日から… ボク（オタク）にベタ惚れ巨乳ギャルと毎日10発 妊娠OK中出しヤリ放題!』が初登場7位ランクイン。
同年8月2日、葵いぶき写真集『なんでもいいよ』の発売記念イベントを東京・秋葉原の書泉ブックタワーで開催。
同年8月4日週FANZAレンタルフロアランキングにて、『借金漬けになった愛する夫の身代わりで乳首奴●にされた私。変態高利貸しの連日チクハラ調教で自ら中出しを求めるまで…。』がランキング1位となった。

## 人物
初体験は大学1年（18歳）の時で、デビューまでの経験人数は2人。
ライターに「10年に1人の美マン」なる異名を付けられる。また、互いにMOODYZ専属であることがきっかけで知り合い、プライベートでも付き合いのある友人の石原希望からも「いぶき、マジでマ〇コ奇麗やな」と言及され、これを受けて自身では「色味はマイクロミニブタ」と例えている。

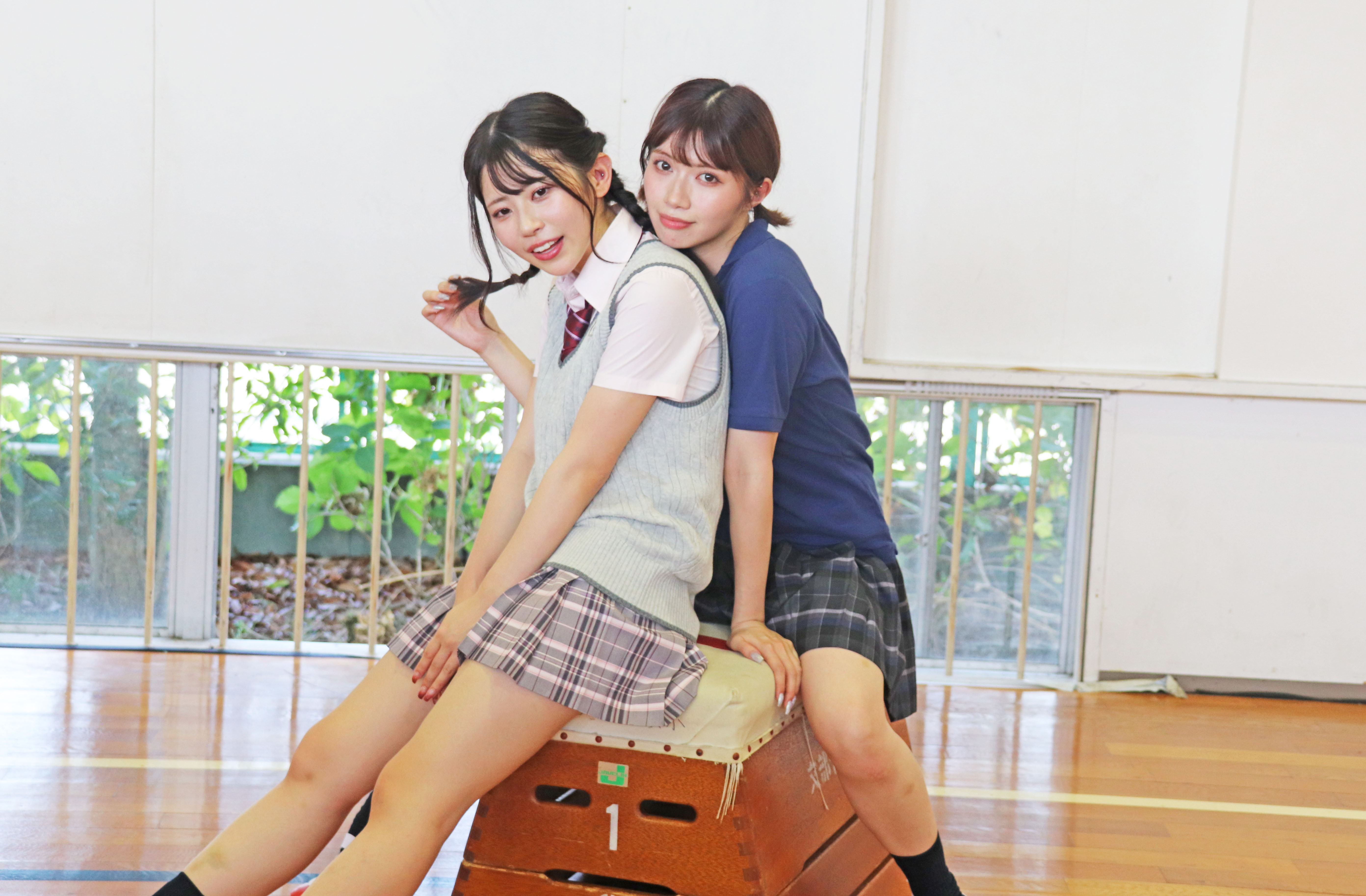
石原希望との「ぞのぶき」コンビ（2024年撮影）

性格はさばさばしており、面白いこと好き。デビュー作ではゴリラの真似を披露。これはデビュー作の際、胸にあざがあったことからいじられた結果繰り出したもので「常日頃からウホウホやってるワケじゃない」と当時のインタビューで弁明。ただし2020年11月のインタビューでは、「各メディアのインタビュー取材でゴリラの物真似をせがまれている」と以降、トレードマークのようになっている旨が説明されている。また、楽観的で、興味があることは「やってから後悔する派」である。
Mi LUNA from お月ちゃんのうたメンバーでもある石原からは性格を「バランサー」と例えられ、古川ほのかからは「ムードメーカー」かつ「ダンスリーダー」と評されている。
元バスケットボール部で趣味にも挙げている。
胸は中学の時から大きくなり、一学年上がるごとにカップ数が上がっていった。ただしデビューまで体型を褒められたことはなかったという。また、インタビューでは自分の体で嫌いな箇所との問いに「顔」と答えている。

## 作品

### アダルトビデオ
葵いぶき 名義
- 新人AVデビュー活動休止中の女子大生アイドル専属Gカップ葵いぶき19歳（7月1日、MOODYZ）[45]
- 初イキッ3本番! アイドル活動休止中の専属Gカップ人生で初めてイっちゃった! 葵いぶき（8月1日、MOODYZ）
- スレンダーGカップすべすべ肌美白ボディで濃厚ご奉仕 現役女子大生アイドルのドキドキ初体験ソープ 葵いぶき（9月1日、MOODYZ）[46]
- スケベ親父の性感マッサージでイクイクBODYに開発された現役グラビアアイドル 葵いぶき（10月1日、MOODYZ）
- 超高級Gcup即ハメご奉仕メイド 葵いぶき（11月1日、MOODYZ）
- 妻と倦怠期中の僕は義妹のノーブラノーパン誘惑に負けてしまって... 葵いぶき（12月1日、MOODYZ）[47]

- ムラムラ全開で性欲爆発! 朝までイキ尽くしSEX 30日間禁欲させて連れ出しガチハメ温泉旅行 葵いぶき（1月13日、MOODYZ）
- 葵いぶきのニッコニコ笑顔で童貞筆おろし卒業式（2月13日、MOODYZ）[48]
- 女教師レ×プ輪姦 ～エスカレートする強制恥辱～ 葵いぶき（3月13日、MOODYZ）
- 無限ピストン潮吹きアクメ 取引先の極上肉体OLオマ○コ丸出し猥褻商品を着用させて逃がさない! 葵いぶき（4月13日、MOODYZ）

翼あおい 名義
- 超絶品ボディー 汁・汗・潮・液・唾・涎 体液ダダ漏れ性交Special 翼あおい（5月13日、MOODYZ）
- 神業ハンドテクで絶対連続射精させてくれる追い手コキメンズエステ 翼あおい（6月13日、MOODYZ）
- 「もう射精してるってばぁ!」状態でも密着汗だくで痴女ってくる妹 翼あおい（7月13日、MOODYZ）
- 出張先の温泉接待でムリやり相部屋濃厚オヤジ達に朝までイカされ続けた私 翼あおい（8月13日、MOODYZ）
- 妻が帰省した3日間発育しきって喰い頃な巨乳連れ子を一生分ヤリ貯めした。 翼あおい（9月21日、MOODYZ）
- およよ? チクビ敏感じゃん 僕を子供扱いするイトコのお姉ちゃんにず～と乳首責められ射精バカになった3日間… 翼あおい（10月19日、MOODYZ）

葵いぶき 名義（再改名後）
- 天然Gカップ美少女 葵いぶき初ベスト22本番12時間（11月16日、MOODYZ）※単体ベスト

- えぇー、本当に、ココで…男潮吹いちゃうの!!? デートの最中、声を出しちゃいけない誰にもバレちゃいけないギリギリの状況で強制射精・男潮吹き小悪魔焦らしお姉さん 葵いぶき（2月16日、MOODYZ）
- 妹の性欲モンスター彼氏に恥ずかしいほどイカされまくったワタシ… 葵いぶき（3月15日、MOODYZ）
- NTR ウェイ系テニサーの新歓コンパで堕とされた彼女 葵いぶき（4月19日、MOODYZ）
- 両親が不在の間、暇なド田舎に預けられた私は近所のオジさんを誘惑して勝手にまたがり腰を振り続けた… 葵いぶき（5月17日、MOODYZ）
- 性感覚醒 ポルチオ開発おま●こ激ピストン潮吹きアクメ 葵いぶき（6月21日、MOODYZ）
- どうせ陰キャなお前ら修学旅行くそだったんだろ? 陽キャなうちらが最高の思い出作ってやんよ! 一日中弄られパコられまくった大人の修学旅行in東京 石原希望 葵いぶき（7月19日、MOODYZ）
- 隣のデカ尻ビッ痴お姉さんのケツ穴見せつけ誘惑 アナル舐めさせて杭打ちプレスでイク! 葵いぶき（8月16日、MOODYZ）
- ソープ部を新たにつくった生徒会長いぶきちゃんがエッチな衣装で大奮闘! 発射無制限サービス 葵いぶき（9月20日、MOODYZ）
- 最高級奴隷オークション 今日から私は最低な資産家親父の肉便器 葵いぶき（10月18日、MOODYZ）
- 葵いぶき BEST VOL.2  1年分! 35本番大放出12時間（11月15日、MOODYZ）※単体ベスト
- 大嫌いな上司に始業前も、休憩中も、残業でも、ドロドロに舐め犯されてイカされているワタシ(若妻)…  葵いぶき（12月20日、MOODYZ）

- 担任教師の僕は生徒の誘惑に負けて放課後ラブホで何度も、何度も、セックスしてしまった… 葵いぶき（2月21日、MOODYZ）
- 解禁 生まれて初めての中出し性交 葵いぶき（3月21日、MOODYZ）
- 膣内射精後も続行ピストンで確実に孕ませる! 葵いぶき（4月18日、MOODYZ）
- ノーブラで誘惑してくる彼女のお姉さんに興奮して性欲モンスター化! コンドーム1箱使い切っても更にヤリまくった 葵いぶき（5月16日、MOODYZ）
- 会社の飲みで終電過ぎて酔うとキス魔になる気さくな女上司の家に泊まったら… 無限ベロキス体位で25発中出し 葵いぶき（6月20日、MOODYZ）
- ゴミ部屋で媚薬をキメた絶倫オヤジに20発中出しされておかしくなったワタシ (J系)… 葵いぶき（9月19日、MOODYZ）
- 通勤中の電車で粘着ストーカー痴漢集団に狙われた私… 身動き出来ない巨乳OLの敏感おっぱい揉みイカせぶっかけ中出しサイレント輪姦 葵いぶき（10月17日、MOODYZ）
- 葵いぶきとホテルでお泊り中出しデート イチャLOVEから始まり極濃に痴女られる僕（11月21日、MOODYZ）
- 超高級ソープ嬢を24時間本指名 中出しOKお泊りデートで何度も何度も独占生ハメしまくった 葵いぶき（12月19日、MOODYZ）[49]

- 競泳水着クビレ巨乳人妻が他人棒に溺れたプールゲス不倫 夫の留守中に自分磨きと称してデカチン指導員と密着汗だく中出し交尾 葵いぶき（1月23日、MOODYZ）
- いぶきんのニコニコ神ご奉仕テクを1時間に1回射精我慢したらナマ中出し! 暴発したら即帰宅のドキドキお泊り温泉旅行 in 素人ファン感謝祭! 葵いぶき （2月20日、MOODYZ）
- MOODYZファン感謝祭 バコバコバスツアー2024 AV男優発掘 & 育成スペシャル!! AV男優を目指す素人16名とAV女優16名の1泊2日大乱交ツアー!（4月2日、MOODYZ）
- 内見中の夫婦ち○ぽ・オフィス探しの会社員ち○ぽ・独身絶倫ち○ぽを 巨乳ざっくり谷間とピタ尻パンツラインで無自覚誘惑して即ハメ中出しさせる笑顔ニコニコのヤリマン不動産レディ 葵いぶき（4月16日、MOODYZ）
- 隣に引っ越してきたギャルを助けた日から… ボク(オタク)にベタ惚れ巨乳ギャルと毎日10発 妊娠OK中出しヤリ放題! 葵いぶき（5月7日、MOODYZ）
- Hなお願い5秒でOK! いつもノーパンで部員のチ○ポもケアする 即ズボ中出しヤリマン天使マネージャー 葵いぶき（6月4日、MOODYZ）
- 観れば絶対潮吹きさせられる! アナタもヌイて学べる葵いぶきと一緒に! How to SEX! 「潮吹きイキできたら中出し」編 葵いぶき（7月2日、MOODYZ）
- 夏●ミ帰り相部屋NTR 一緒にイベントを手伝ってくれたオタク友達が喰い込み卑猥コスを褒めてくれたからー ラブホでコスプレ中出し絶倫性交 葵いぶき（8月6日、MOODYZ）
- 葵いぶきBEST Vol.3 1年分大放出! 12タイトル36本番12時間（8月20日、MOODYZ）※単体ベスト
- 家、いきなり行ってイイですか? M男クンのお宅へ突撃デリバリーSEX!! 金玉 & ハートをブチ抜く性欲モンスターラブ 葵いぶき（9月3日、MOODYZ）
- MOODYZファン感謝祭バコバコバスツアー2024完全版 バコバス7時間50分 + うらバコ4時間 + 未公開シーン収録13時間（9月17日、MOODYZ）
- 禁欲中出しオーガズム 一カ月欲情した敏感子宮に24時間ノンストップ無限FUCK & 追撃中出し エビ反りギュルン! 絶頂591回ビクビク! 痙攣9913回はぁはぁ! イキ潮93130mlびちゃびちゃ! 葵いぶき（10月1日、MOODYZ）
- 不倫中で嫌がる妻に何度も何度もバック中出し 金曜有給でサプライズ帰宅! 誰がお前のご主人様か徹底的に理解らせる。 葵いぶき（11月5日、MOODYZ）
- 入り浸りギャルにま○こ使わせて貰う話 実写版リメイク 同人売上25万部突破! 原作コラボ人気No.1実写化作品を葵いぶきで再演! 葵いぶき（12月3日、MOODYZ）

- 「手でさするのは浮気にならないよ?」 三連泊した宿場で彼女の姉の小悪魔手コキに擦り堕ち23発射精して寝取られたボク 葵いぶき（1月7日、MOODYZ）
- 神ボディナースの密着中出しおちんちん介助　パンパン絶倫肉棒を毎日10発搾り取り入院性活。 葵いぶき（2月4日、MOODYZ）
- Go to セックストラベル! パコらなくちゃAV女優じゃないじゃん! ガチ親友2人のヤリまくり中出しおまん飛行☆in南国 葵いぶき 石原希望（3月4日、MOODYZ）
- 借金漬けになった愛する夫の身代わりで乳首奴隷にされた私。 変態高利貸しの連日チクハラ調教で自ら中出しを求めるまで…。 葵いぶき（4月1日、MOODYZ）
- 葵いぶきの騎乗位ものすごい!! MOODYZが誇る最強ウエストラインがうねる!! 前後に上下に… グイッ! 凄テクピストン4時間BEST（4月15日、MOODYZ）※単体ベスト
- 「もう生徒と先生じゃないからね」 気さくで頼れる人気のオンナ教師（性欲モンスター）に三年間狙われていた童貞（絶倫デカチン）の僕は卒業した瞬間に誘われて3日で30発抜かれまくった 葵いぶき（5月6日、MOODYZ）
- 「いぶきと一緒にイッちゃお」アナタを挑発して理性ブッ飛びシンクロ昇天オナサポ淫語マンズリ見せつけ愛液グチュグチュASMR【体液ベチャ音アへ声バイノーラル主観】 葵いぶき（6月3日、MOODYZ）
- 美乳おっぱいボインボイン! 乳首ビンビンでスケベ接客 スナックお姉さんとアフター中出し不倫 葵いぶき（7月1日、MOODYZ）[38]
- 一度射精しても、見つめて囁きヌイてくれる回春エステ 葵いぶき（8月5日、MOODYZ）
- 葵いぶき ALL中出し12時間 4thBEST（8月19日、MOODYZ）※単体ベスト

### アダルトVR
- 初VR! 葵いぶきの好奇心全開!! 19歳Gカップの笑顔とイキ顔ひとりじめ（11月3日、MOODYZ）

- 「ねぇ… 今すぐにここでキスして」 大親友のカレシを小悪魔寝取りしちゃう巨乳女子大生! 葵いぶきのおっぱいと誘惑が止まらない高画質VR!!（2月10日、MOODYZ）

- 葵いぶき SUPER BODY×8KVR 超高画質2SEX Special（5月31日、MOODYZ）

- ずっと我慢してきたのに… たった一度の過ち 担任教師でありながら発育盛りな生徒の誘惑に勝てなかった僕は放課後ラブホで精子枯れ果てるまで吐精し続けたーー。 葵いぶき（3月29日、MOODYZ）
- オタクに優しいイケイケGALとまさかの化学反応… 汗と精液の匂いに包まれた青春セックス劇 石原希望 葵いぶき（7月20日、MOODYZ）
- 葵いぶきと同棲スタート! マジで史上最高に気持ちいい中出し体験ができる8KVR!!（9月16日、MOODYZ）

- 会社イチ可愛くて気さくな女上司と終電逃がして宅飲み継続ッ…!  酔いどれ甘々ベロキス魔の全体位キスキス中出しSEXにまみれた最高の一日…。 葵いぶき（2月8日、MOODYZ）
- 「いぶき、SEXすごいんだよ。先輩、一回だけ… 試してみる?」 好きだけど体の相性が最悪な彼女と葵さん（バイト先の後輩）を天秤に… 脱いだら超絶スレンダーボディ! うねりがヤバい凄テク逆NTRに完堕ち 葵いぶき（5月30日、MOODYZ）

### イメージビデオ
2020年
- Ibuki いたずらスウィートシスター（11月19日、REbecca）

2021年
- All for you 葵いぶき（2月5日、ファインピクチャーズ）

2022年
- Clarity 葵いぶき（4月1日、ファインピクチャーズ）
- ヘアーヌード 葵いぶき（6月26日、スパークビジョン）
- 湯女美人 葵いぶき（9月28日、スパイスビジュアル）

2023年
- etoile 葵いぶき（8月4日、ファインピクチャーズ）
- 誘惑のチェックメイト 葵いぶき（8月18日、メディアブランド）

2024年
- 魅惑のトロイメライ 葵いぶき（6月21日、メディアブランド）
- Xanadu ～胸いっぱいの愛～ 葵いぶき（12月13日、メディアブランド）

2025年
- 美女のハダカ 葵いぶき（5月1日、スパイスビジュアル）[42]
- if… 葵いぶき（8月15日、メディアブランド）

### 写真集
- To-Iki 葵いぶき1st.写真集（2023年8月25日、彩文館出版、撮影：稲田喬晃）※3000部限定 豪華愛蔵版[50] ISBN 978-4-7756-0667-4
- Cosplay Fetish Book 葵いぶき（2025年2月26日、ジーオーティー、撮影：田村浩章）ISBN 978-4-8236-0821-6
- 葵いぶき写真集『なんでもいいよ』（2025年7月30日、ジーオーティー）ISBN 978-4-8236-0898-8

### ポーズ集
- ビジュアルヌード・ポーズBOOK act 葵いぶき（2021年2月26日、二見書房　撮影：長谷川朗）ISBN 978-4-576-21030-8
- プレミアムヌードポーズブック 葵いぶき（2024年9月13日、ジーオーティー、撮影：田村浩章）ISBN 978-4-8236-0733-2

### デジタル写真集
- All for you デジタル写真集 葵いぶき（2月10日、ファインピクチャーズ、撮影：SHOOTING STAR）
- Ibuki いたずらスウィートシスター（2月12日、REbecca）

- ヘアーヌード 葵いぶき（4月29日、スパークビジョン、撮影：SKS）
- Clarity デジタル写真集 葵いぶき（5月13日、ファインピクチャーズ、撮影：SHOOTING STAR）
- ＃Escape 葵いぶき（9月9日、ジーオーティー、撮影：manimanium）
- みんなあつまれ MOODYZキャンペーン2022 Special Photo Book（11月4日、FANZA BEAUTY COLLECTION）※MOODYZ出演女優（計32名）の撮り下ろし写真を収録したデジタルフォトブック。FANZA限定配信。

- 先生とイイコトしよ 葵いぶき（11月10日、サークルチェンジ、撮影：富田恭透）
- 社外秘でお願いします 葵いぶき（12月11日、サークルチェンジ、撮影：富田恭透）

- 放課後始まります 葵いぶき（1月17日、サークルチェンジ、撮影：富田恭透）
- 今日はごはんにしよ? 葵いぶき（2月14日、サークルチェンジ、撮影：富田恭透）
- 外しちゃダメ… 葵いぶき（3月15日、サークルチェンジ、撮影：富田恭透）
- みんなあつまれ MOODYZキャンペーン2024 スペシャルフォトブック（3月15日、FANZA BEAUTY COLLECTION）※FANZA「みんなあつまれ! MOODYZキャンペーン2024」キャンペーンガール16名の撮り下ろし写真を収録。FANZA限定配信。
- Count sheep【POWER NAP】葵いぶき 石原希望（6月14日、ジーオーティー、撮影：羊肉るとん）
- Count sheep【DEEP SLEEP】葵いぶき 石原希望（6月14日、ジーオーティー、撮影：羊肉るとん）
- ねえ… 宿題は? 葵いぶき（11月15日、サークルチェンジ、撮影：田畑竜三郎）
  - ねえ… 宿題は? 葵いぶき グラビア版（11月15日、サークルチェンジ、撮影：田畑竜三郎）
- LOVEPOP デラックス 葵いぶき 001（12月13日、ラビリンス）
- また会ってくれますか? 葵いぶき（12月13日、サークルチェンジ、撮影：田畑竜三郎）
  - また会ってくれますか? グラビア版 葵いぶき（12月13日、サークルチェンジ、撮影：田畑竜三郎）
- MOODYZ COLLECTION vol.2（12月24日、a-list photo anthology）※「MOODYZ」専属女優12名によるオムニバス写真集。

- 契約していただけますか? 葵いぶき（1月17日、サークルチェンジ、撮影：田畑竜三郎）
  - 契約していただけますか? グラビア版 葵いぶき（2月14日、サークルチェンジ、撮影：田畑竜三郎）
- LOVEPOP デラックス 葵いぶき 002（1月25日、ラビリンス）
- Count sheep【Nap】葵いぶき（1月31日、ジーオーティー、撮影：羊肉るとん）
- Count sheep【Sleep】葵いぶき（1月31日、ジーオーティー、撮影：羊肉るとん）
- AV大好きキャンペーン2025フォトブック（1月31日、FANZA BEAUTY COLLECTION）※「AV大好きキャンペーン2025」キャンペーンガール4名によるデジタル写真集。
- お仕事お疲れ様です 葵いぶき（2月14日、サークルチェンジ、撮影：田畑竜三郎）
  - お仕事お疲れ様です グラビア版 葵いぶき（4月16日、サークルチェンジ、撮影：田畑竜三郎）
- MOODYZキャンペーン2025 Special Photo Book（2月21日、FANZA BEAUTY COLLECTION）※「MOODYZキャンペーン2025」キャンペーンガール10名によるデジタル写真集。FANZA限定配信。
- LOVEPOP デラックス 葵いぶき 003（3月8日、ラビリンス）
- LOVEPOP デラックス 葵いぶき 004（4月4日、ラビリンス）
- LOVEPOP デラックス 葵いぶき 005（5月3日、ラビリンス）
- LOVEPOP デラックス 葵いぶき 006（5月16日、ラビリンス）
- 先生と恋の授業 葵いぶき（5月16日、サークルチェンジ、撮影：田畑竜三郎）
  - 先生と恋の授業 グラビア版 葵いぶき（5月16日、サークルチェンジ、撮影：田畑竜三郎）
- MOODYZ COLLECTION vol.3（5月20日、a-list photo anthology）※「MOODYZ」専属女優11名によるオムニバス写真集。
- LOVEPOP デラックス 葵いぶき 007（5月30日、ピンク倶楽部）
- MOODYZ COLLECTION vol.4（6月6日、MOODYZ）※「MOODYZ」専属女優11名によるオムニバス写真集。
- 新任陰キャ教師の放課後 葵いぶき（6月13日、サークルチェンジ、撮影：田畑竜三郎）
  - 新任陰キャ教師の放課後 葵いぶき グラビア版（7月15日、サークルチェンジ、撮影：田畑竜三郎）
- LOVEPOP デラックス 葵いぶき 008（6月28日、ラビリンス）
- LOVEPOP デラックス 葵いぶき 009（7月12日、ラビリンス）
- LOVEPOP デラックス 葵いぶき 010（7月25日、ラビリンス）

## 製品

### トレーディングカード
- Girl’s Party Collection ～THE FAN♡FUN TRUMP～（Girl‘s Party Collection）
  - 第8弾（2025年3月14日）

### アパレル関連
- 【AOI IBUKI】SANTAGIRLS TEE WHITE  Lサイズ / XLサイズ（2024年9月、fempass BeV）
- 【AOI IBUKI】SANTAGIRLS TEE BLACK  Lサイズ / XLサイズ（2024年9月、fempass BeV）

## 出演

### テレビ
- もう!バカリズムさんの超H! #35（2022年8月1日、フジテレビONE）
- 月ともぐら(2023年4月14日 - 5月19日・7月14日 - 9月15日・10月27日 - 11月10日・12月22日 - 2024年1月5日・2月23日 - 5月17日・6月7日 - 14日・7月5日 - 10月25日・11月29日 - 12月27日・2025年2月7日 - 5月16日・7月25日 - 、テレビ東京)

### ウェブテレビ
- 東京スキャンダルクラブ（2024年4月17日 - 5月8日、10月23日 - 、FANZA TV）
- デスキスゲーム（2025年9月9日配信予定、Netflix）[51]

### ラジオ
- ねむチキ（2023年5月14日・21日・2024年10月20日・27日・2025年4月27日・5月4日・6月22日・29日、TBSラジオ）

### 映画
- 変態の季節（2023年12月1日、オーピー映画、監督：東盛直道） - ルミ 役[52][53]
  - 変態の季節 恍惚のいぶき（2024年3月29日、オーピー映画、監督：東盛直道）※上記作品のR18+版[54]。

### 舞台
- 舞台版 月ともぐら 胸キュンコラボグランプリ（2023年10月5日、東京・草月ホール） - イブキ 役[55]
- 舞台版 月ともぐら 第2回　胸キュンコラボグランプリ（2024年10月25日、東京・草月ホール）-「チーム・セカラブ」いぶき 役[56]

### トークライブ
- お月ちゃん大集合! スペシャルトークライブイベント - ちょっとお時間いいですか?（2024年6月15日、東京・グレースバリ渋谷）[57]

### 雑誌
- 月刊FANZA 2020年10月号（ジーオーティー）- インタビュー